# 中华人民共和国出入境通行证
中华人民共和国出入境通行证是中華人民共和國政府發給中華人民共和國公民供其出入國（边）境和在國（境）外从事边境贸易、边境旅游服务或者参加边境旅游等情形時使用的出入境通行证件。
中华人民共和国出入境通行证分为多次出入境有效出入境通行证和一次出入境有效出入境通行证。出入境通行证的持有者可以是从事边境贸易的（含替代种植、发展替代产业项目的）、从事边境旅游服务的以及参加经国务院或者国务院主管部门批准的边境旅游线路边境旅游的中国公民（包括拥有中国户籍的大陆地区居民以及持有有效台灣居民來往大陸通行證的台湾地区居民）；也可以是因证件失效、遗失或者损毁等情形无法出入境的内地居民和港澳居民，也可以是出生在国外的，自动具有外国国籍的，不具有中国户籍即因国籍冲突不便持用普通护照的中华人民共和国公民。
中华人民共和国出入境通行证虽与中华人民共和国护照同属旅行证件，但中华人民共和国出入境通行证并不在中国境内的23种有效身份证明文件之列，不能用于乘坐民航飞机等所需的身份证明用途。然而，出入境通行证能用于乘坐旅客列车，惟购票时须通过人工窗口完成实名制验证，不可于12306网站购票。

## 历史
1985年11月22日，第六届全国人大常委会第十三次会议通过《中华人民共和国公民出境入境管理法》。1994年7月15日，颁发《中华人民共和国公民出境入境管理法实施细则》（以下简称《实施细则》）。《实施细则》规定了“入出境通行证”，此种证件最初发给因国籍冲突不便持有护照的人员入国或出国时使用，在出境或入境时收回。
21世纪初，除上述情形外，从事边境贸易、参加边境旅游的人员也使用此种“入出境通行证”，主要出入毗邻国家边境地区，无需签证。《中华人民共和国护照法》（2007年1月1日施行）尊重了这种现状，将此种证件用法律形式规定，同时考虑到此种证件的使用范围已发生变化，故将其更名为“出入境通行证”。《中华人民共和国护照法》第二十四条规定：“公民从事边境贸易、边境旅游服务或者参加边境旅游等情形，可以向公安部委托的县级以上地方人民政府公安机关出入境管理机构申请中华人民共和国出入境通行证。”
2007年10月25日，中华人民共和国公安部令第96号发布《中华人民共和国普通护照和出入境通行证签发管理办法》，自2007年12月15日起施行；根据2011年12月20日中华人民共和国公安部令第118号公布的《公安部关于修改〈中华人民共和国普通护照和出入境通行证签发管理办法〉的决定》修正。该《办法》规定了中华人民共和国出入境通行证的签发管理办法。
2017年，公安部发布新版一次有效出入境通行证以及新版边境旅游专用出入境通行证，新版一次有效出入境通行证和新版边境旅游专用出入境通行证均为单页式，此前边境旅游专用出入境通行证为本式。
2019年6月1日，根据机构改革实际，现行出入境通行证的签发机关名称调整为以“中华人民共和国国家移民管理局”名义签发。签发机关名称调整后，出入境通行证的受理、审批、查验、管理规定等保持不变。原公安部出入境管理局签发的出入境通行证在证件有效期内可继续使用。

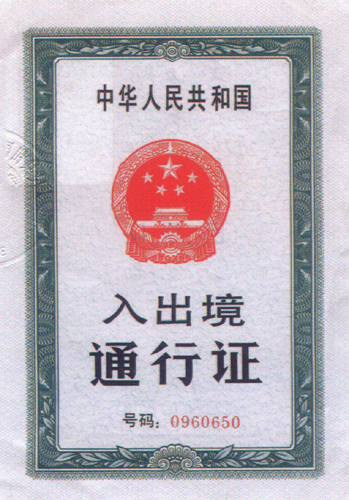
单页式入出境通行证与旧版出入境通行证无异仅修改了证件名称
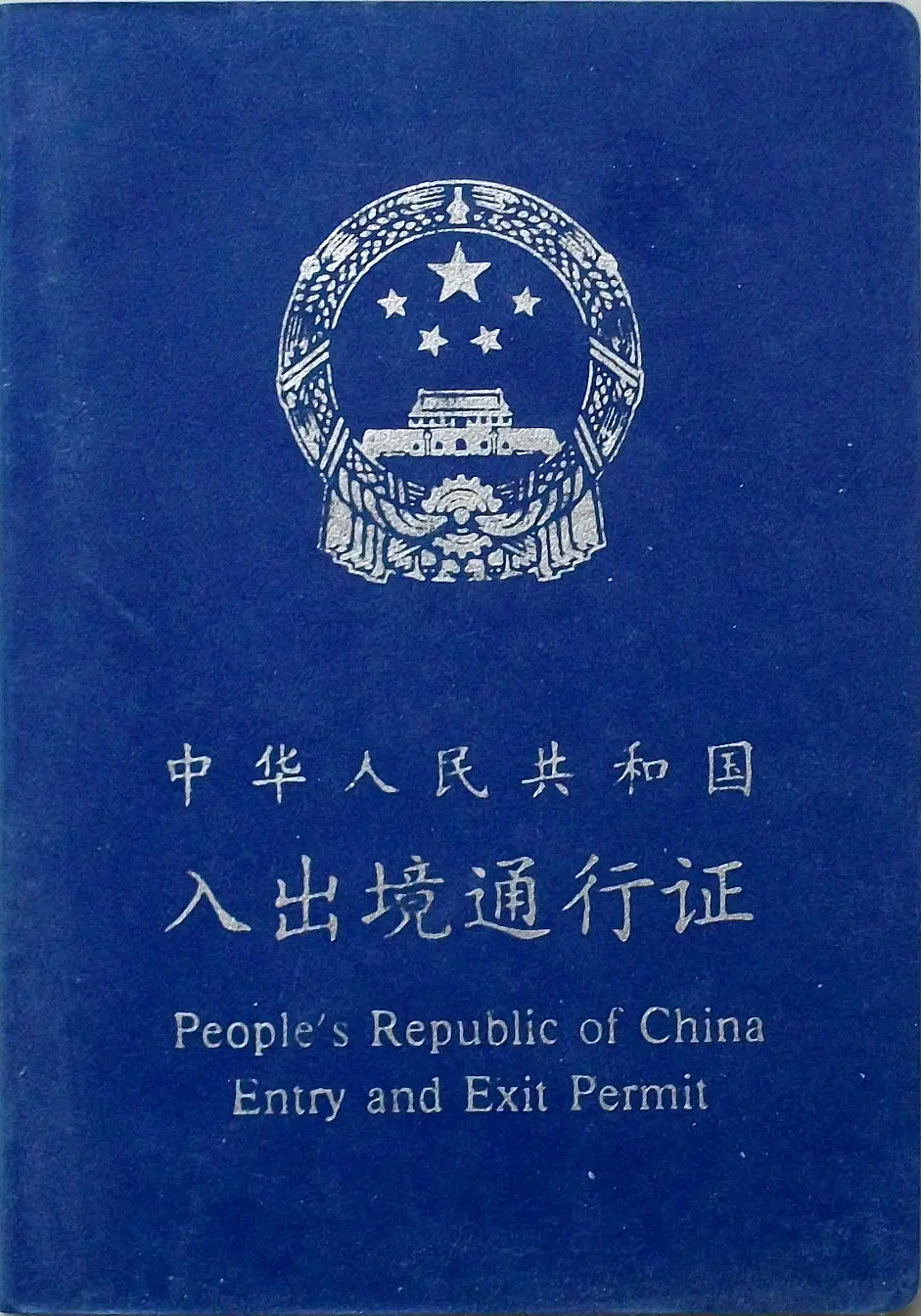
本式入出境通行证与本式出入境通行证无异，亦是仅修改了证件名称
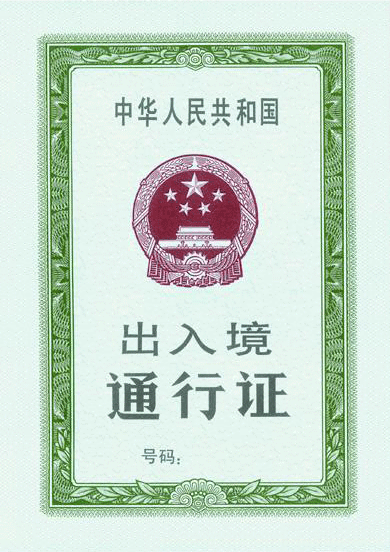
旧版一次有效出入境通行证
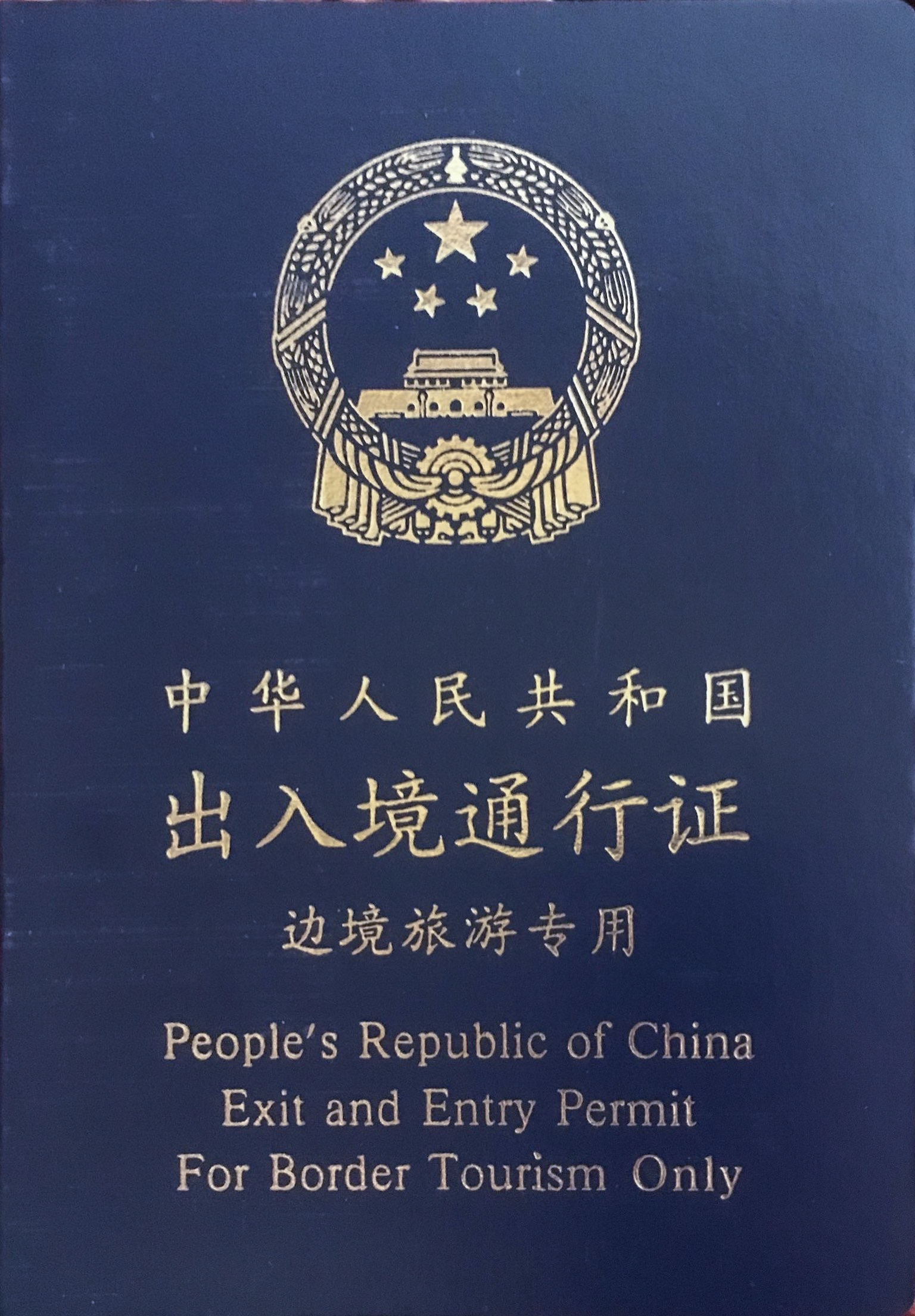
旧版本式边境旅游专用出入境通行证

## 種類
2007年10月25日颁布、2011年12月20日修正的《中华人民共和国普通护照和出入境通行证签发管理办法》将中华人民共和国出入境通行证分为两个种类，分别为多次出入境有效和一次出入境有效两大类。多次出入境有效的出入境通行证即为本式出入境通行证，一次出入境有效的出入境通行证包括一次有效出入境通行证和边境旅游专用出入境通行证。

### 多次出入境有效出入境通行证（本式出入境通行证）
中華人民共和國出入境通行证，证件为本式，是由中华人民共和国国家移民管理局或其委托的公安机关出入境管理机构颁发给从事边境贸易的（含从事替代种植、发展替代产业项目的）、边境旅游服务的中国公民。本式出入境通行证的封皮是深蓝色，有效期为1年，内有16页。

### 一次出入境有效出入境通行证

#### 一次有效出入境通行证
中華人民共和國出入境通行证，证件为单页式，是由中华人民共和国国家移民管理局或其委托的公安机关出入境管理机构颁发给下列人员：
- 从事边境贸易的（含从事替代种植、发展替代产业项目的）人员；
- 从事边境旅游服务的人员；
- 因国籍冲突不便持用普通护照的人员；
- 因所持证件逾期、遗失、损毁等情形没有有效证件无法入境的中国公民；
- 所持港澳居民来往内地通行证在内地遗失、损毁或者失效需要返回香港或者澳门的人员；
- 所持港澳居民来往内地通行证在香港或者澳门遗失、失效或者未申领过港澳居民来往内地通行证急需来内地的港澳居民；
- 持香港入境事务处签发的定居类进入许可申请赴香港定居的人员；
- 所持往来港澳通行证在香港或者澳门遗失、损毁、失效或者签注失效需要返回内地的人员；
- 持逗留签注在香港或者澳门的内地居民返回内地期间，往来港澳通行证遗失、失效或者签注失效急需返回香港或者澳门的内地居民；
- 赴台湾期间因所持证件逾期、遗失、损毁等情形没有有效证件无法入境的大陆居民；
- 持有台湾出生证明在台湾出生的大陆居民子女。

一次有效出入境通行证的色调是青色配绿色，有效期为3个月。

#### 边境旅游专用出入境通行证
中華人民共和國出入境通行证边境旅游专用，证件为单页式，为一次有效出入境通行证的一个变种，由中华人民共和国国家移民管理局或其委托的公安机关出入境管理机构颁发给参加经国务院或者国务院主管部门批准的边境旅游线路边境旅游的中国公民。边境旅游专用出入境通行证的色调是青色配桃红色，有效期为3个月。
对于中俄边境，由于俄罗斯政府不承认中华人民共和国出入境通行证为有效旅行证件，故当地出入境管理部门签发边境旅游护照作为代替，该证件的样式和97-2版普通护照一致，但在声明页加注了使用规则。

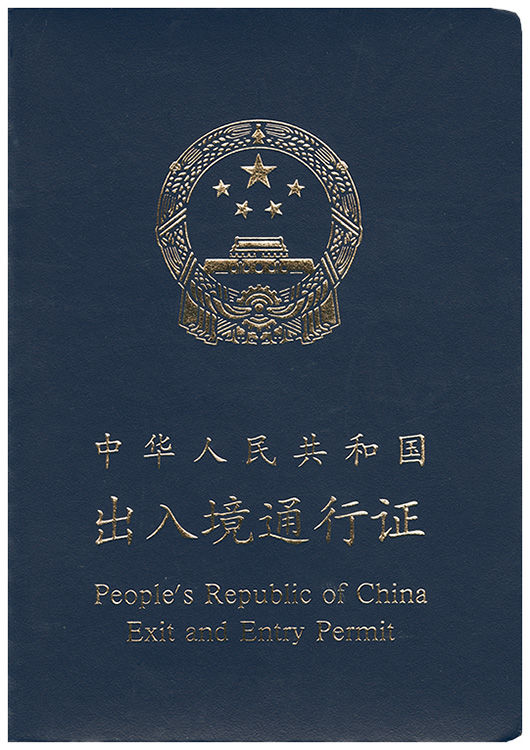
本式出入境通行证
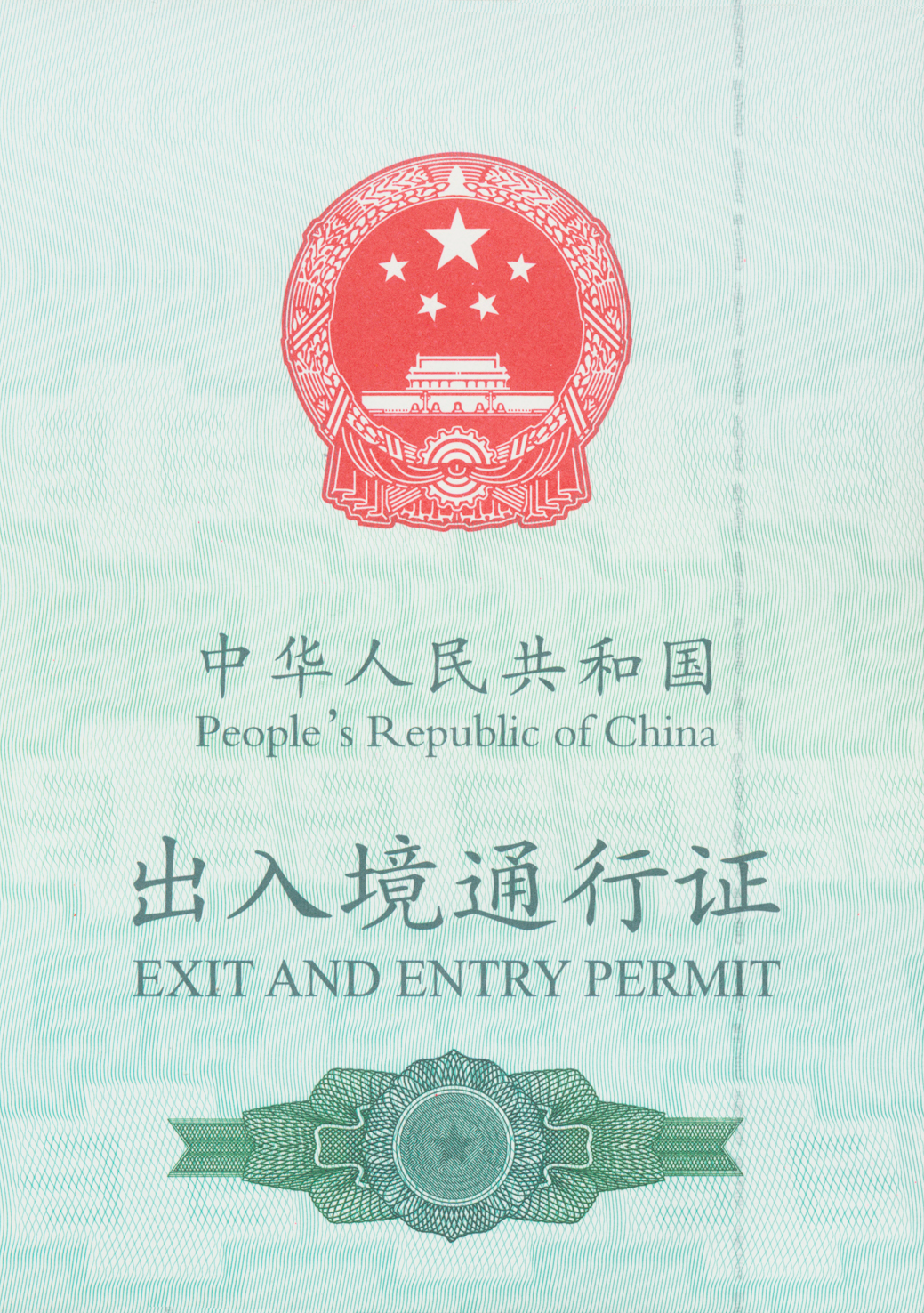
一次有效出入境通行证
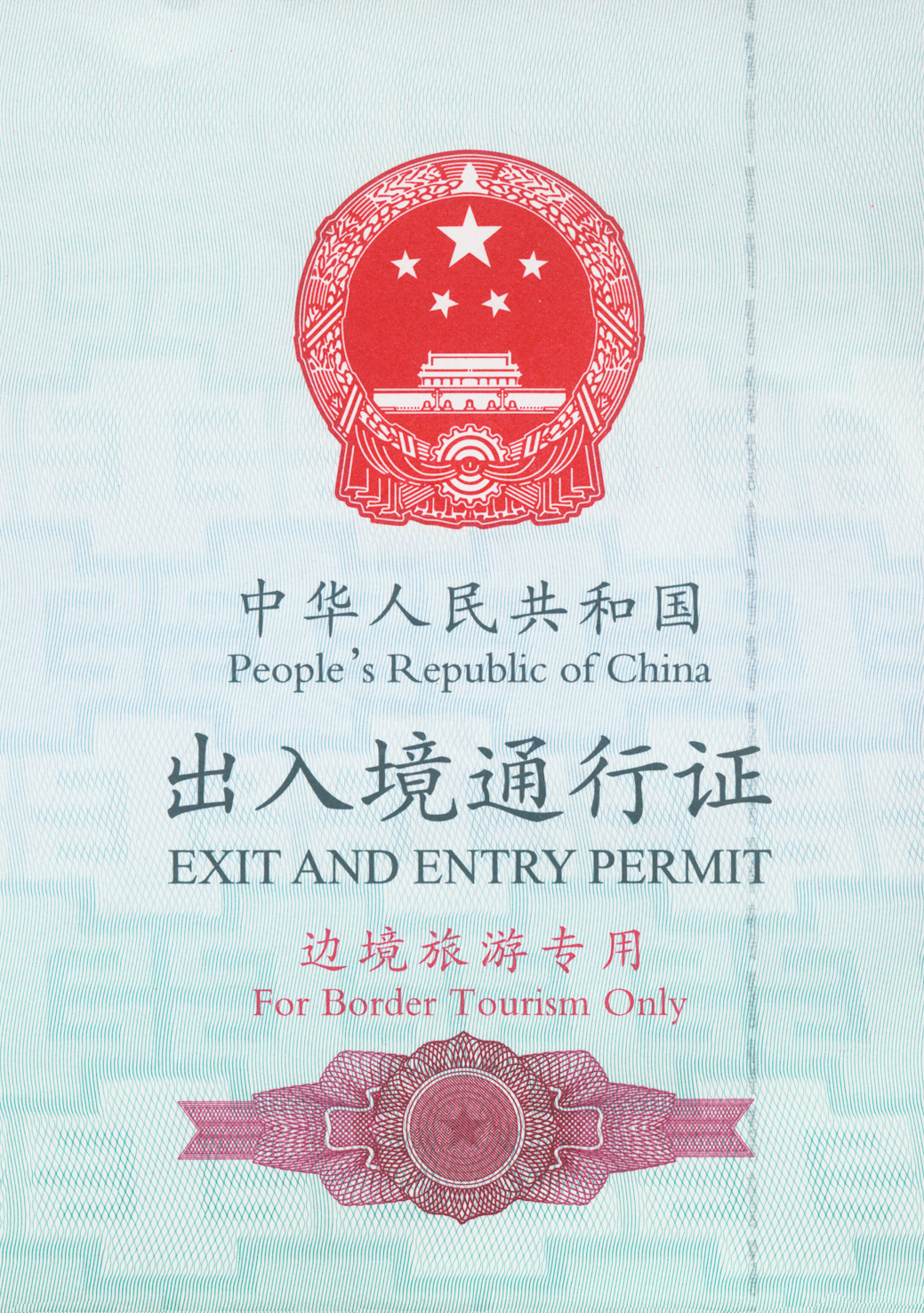
边境旅游专用出入境通行证

## 内页

### 本式出入境通行证

#### 声明以及注意事項页
出入境通行证和护照一样都包含签发国的声明，向其它所有国家表明持有人为本国公民身份，并且请求允许其持有人过境，同时享有国际法所规定的待遇。本式出入境通行证里的声明先用中文写出，接着用英文表述。本式出入境通行证的中华人民共和国出入境通行证封面内页均印有如下声明：
中文（楷书）
英文

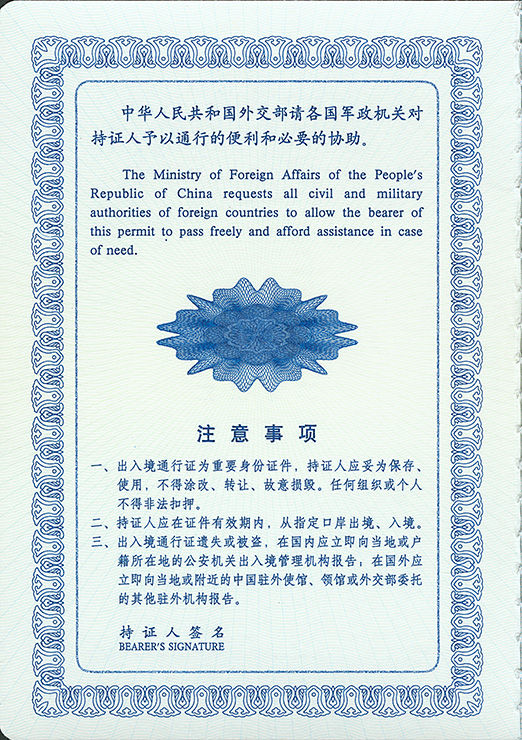
本式出入境通行证声明以及注意事項页

在本式出入境通行证中，注意事项内容于封面内页的声明下方。现行本式出入境通行证注意事項內容全文為：
- 持照人签名／：封面内页最底处為持照人簽名處。

#### 查验页

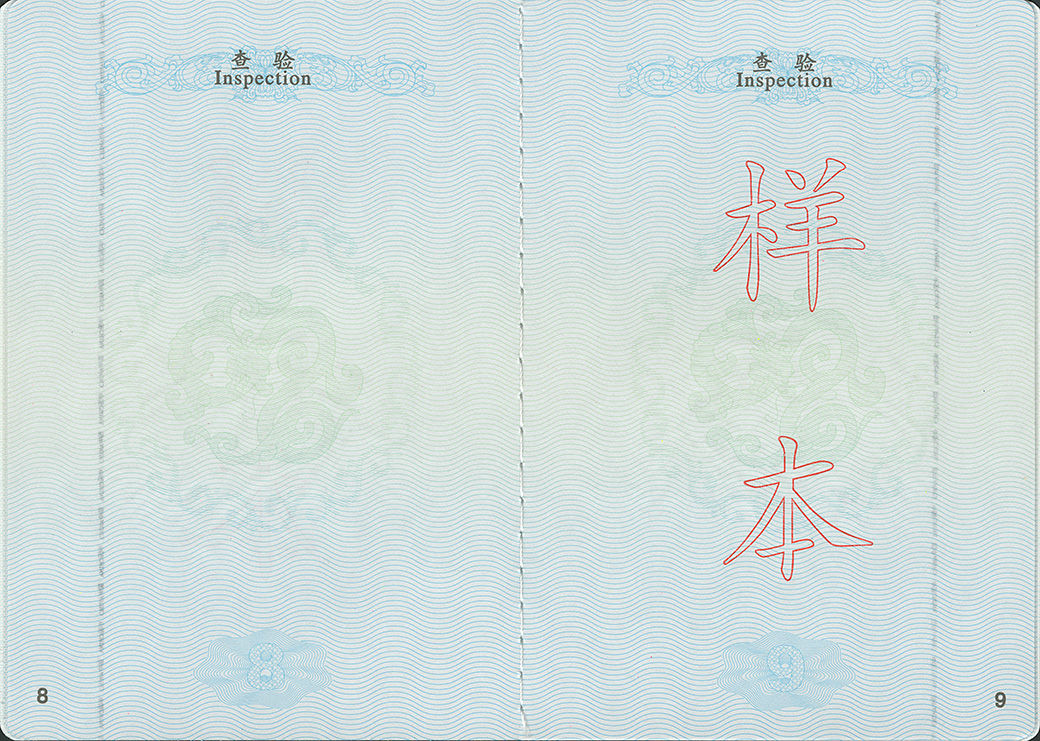
本式出入境通行证查验页

本式出入境通行证的第1页至第15页为查验页，查验页的标题为:“查验 / ”。
因本式出入境通行证一般在边境地区使用，且与中国接壤并有双边口岸的国家对出入境通行证持有人均实行免签进入边境地区限定区域的政策，所以出入境通行证内页则设置查验页供各方口岸验讫盖章使用，而不像护照一样设置签证页。

#### 备注页

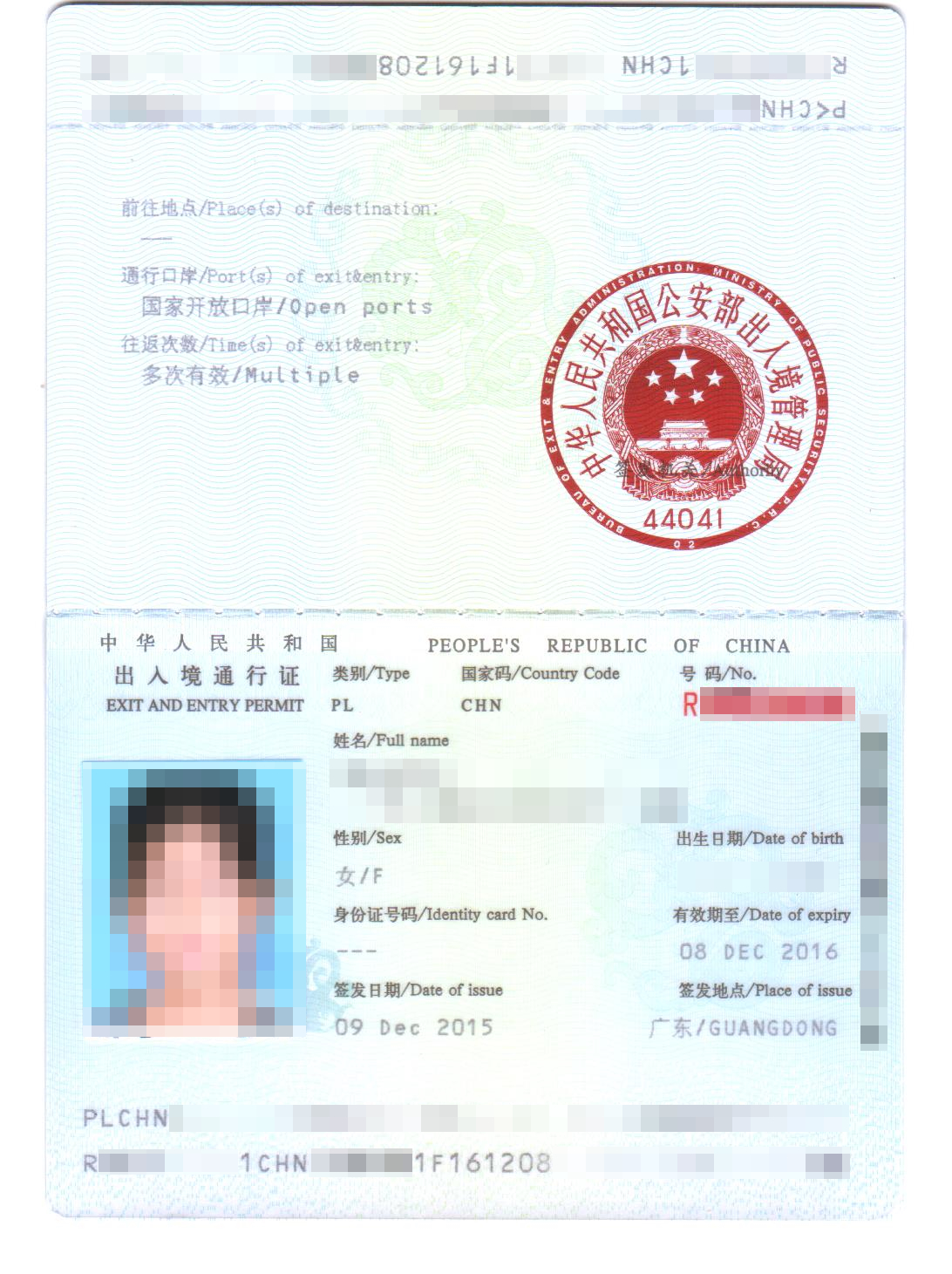
2015年由中华人民共和国公安部出入境管理局签发的本式出入境通行证个人信息页

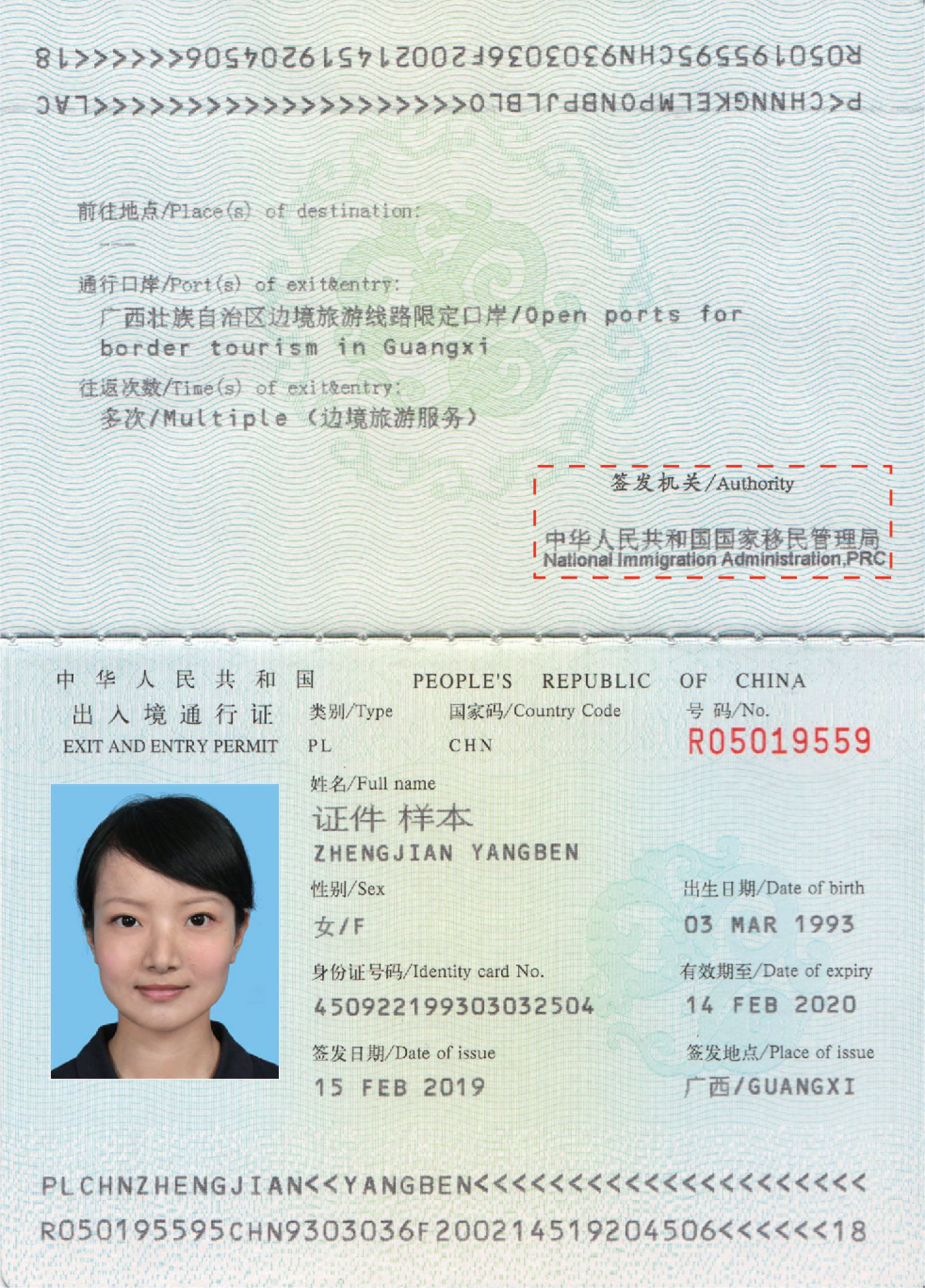
本式出入境通行证备注页及个人信息页，签发机关处实际无红色外框

本式出入境通行证的第16页为备注页，备注页一般标注以下内容：
- 证件机读码
- 备注

①前往地点/
一般情况下为「---」（本式的旧版边境旅游专用出入境通行证则注有前往的旅游地点并附英文）

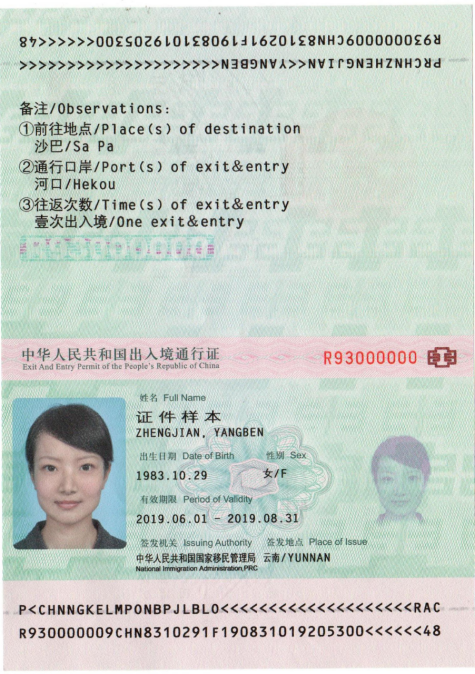
边境旅游专用出入境通行证备注页以及个人资料页

②通行口岸/
视申办事由决定：若是从事边境贸易则为「（省级行政区）开放口岸 / 」；若是从事边境旅游服务则为「（省级行政区）边境旅游线路限定口岸 / 」（本式的旧版边境旅游专用出入境通行证则注有前往的旅游地点的指定口岸并附英文）
③往返次数/）
一般情况下为「多次 / 」，并根据申请目的分别在后方备注「（边境贸易）」或「（边境旅游服务）」
本式的旧版边境旅游专用出入境通行证则为「壹次出入境 / （边境旅游）」，并在下一行附注「本证件为边境旅游专用证件，持证人跟随团出入境，并遵守我国和前往国的法律，不得从事违法违规活动。」
- 簽發機關/

中华人民共和国国家移民管理局及英文（2019年6月1日起变更，之前为中央刊國徽、国徽外刊机关名称“中华人民共和国公安部出入境管理局”以及边线上有英文“BUREAU OF EXIT & ENTRY ADMINNISTRATION. MINISTRY OF PUBLIC SECURITY P.R.C.”的印章）。

#### 个人资料页
在本式出入境通行证的資料頁中，左側為持证人的纸质照片，資料頁下方為含有可機讀識別碼的護照機讀區，出入境通行证个人資料页有一層防偽膜。除此以外，出入境通行证還包含以下資料內容：
- 類型/：PT
- 國家碼/：CHN（中國的ISO 3166-1代碼）
- 号码/：一共9位，包括首字母和数字。出入境通行证换發后将得到一个新的号码。多次出入境有效出入境通行证的号码首字母为R。
- 姓名/（上方为中文，下方为英文，先姓后名，姓和名以空格分隔。「ü」都被改寫成「yu」，如「呂」作「Lyu」）
- 性別/：男性標注為男 / M ，女性標注為 女 / F
- 出生日期/：以“DD MMM YYYY”的形式記載（MMM表示英語月份前3字的縮寫）
- 身份证号码/：持证人居民身份证上的18位公民身份号码
- 有效期至/：記載格式同出生日期。
- 簽發日期/：記載格式同出生日期。
- 簽發地點/：以省、自治区、直辖市為單位，附注漢語拼音，如广东省簽發則為「广东／GUANGDONG」。
- 证件机读码

### 2017版一次有效出入境通行证

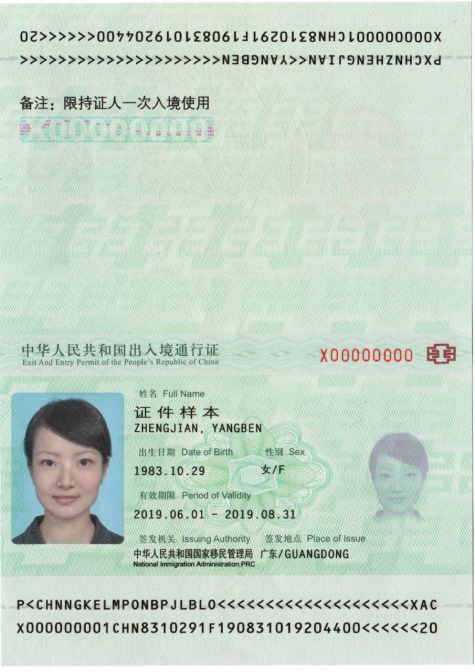
一次有效出入境通行证备注页以及个人资料页

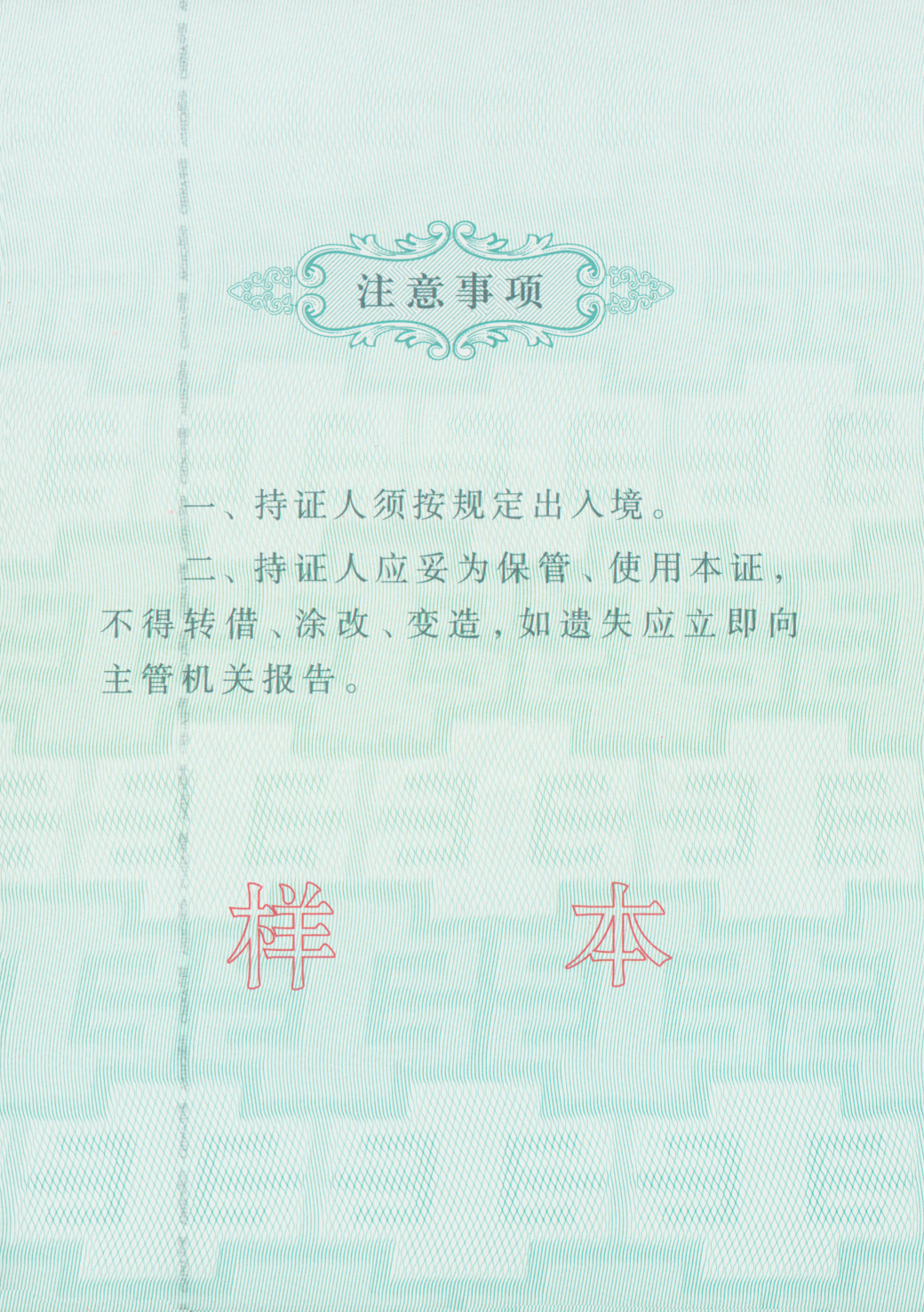
一次有效出入境通行证注意事项页

#### 备注页
一次有效出入境通行证内页的上半页为备注页，备注页一般标注以下内容：
- 证件机读码
- 备注：备注内容根据申请目的分为三种情况，分别为“限持证人一次入境使用”、“限持证人一次出入境使用”以及“限持证人一次出境使用”
- 证件号码（防伪印刷）

#### 个人资料页
一次有效出入境通行证内页的下半页为个人资料页，在一次有效出入境通行证的个人資料頁中，左側為全彩打印的持证人照片，資料頁下方為含有可機讀識別碼的護照機讀區。除此以外，出入境通行证還包含以下資料內容：
- 号码：一共9位，包括首字母和数字。号码同证件一样均为一次有效，一次性出入境通行证的号码首字母为X。
- 姓名 （上方为中文，下方为英文，先姓后名，英文的姓和名以逗号分隔。「ü」都被改寫成「yu」，如「呂」作「Lyu」）
- 出生日期 ：以“YYYY.MM.DD”的形式記載

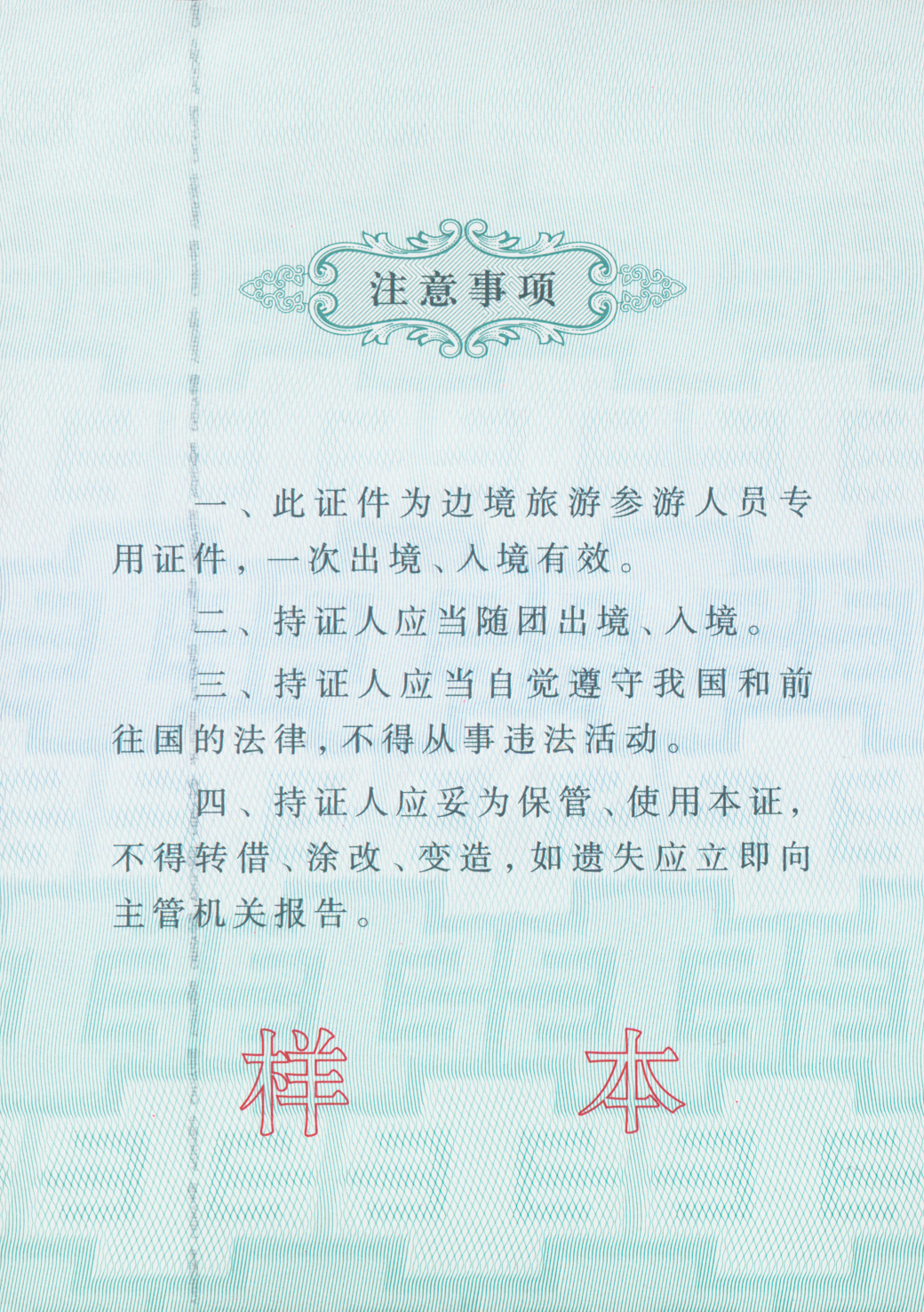
边境旅游专用出入境通行证注意事项页

- 性別 ：男性標注為男／M ，女性標注為 女／F
- 有效期至 ：以“YYYY.MM.DD（签发日期） - YYYY.MM.DD（失效日期）”的形式記載（有效期一般情況下为3个月）
- 簽發機關 ：中华人民共和国国家移民管理局及英文(2019年6月1日起变更，之前为“公安部出入境管理局”，英文为“MPS Exit & Entry Administration”), 广东省公安厅驻深圳/珠海签证办事处在粤港/粤澳口岸，为在内地遗失回乡证的港澳居民所签发的一次出境有效出入境通行证，签发机关仅填写中文「中华人民共和国出入境管理局」。
- 簽發地點／：以省、自治区、直辖市為單位，附注漢語拼音，如广东省簽發則為「广东／GUANGDONG」，由口岸移民管理机关签发的证件仅以中文填写（邻近）口岸名称，如北京航空口岸所发证件填写“北京机场”（代码9001）、粤港陆地口岸填写为“罗湖”（代码9414）、厦门水路口岸则写作“厦门五通”（代码9365）[註 1]。
- 证件机读码

#### 注意事項页
在一次有效出入境通行证中，注意事项内容置于封底。现行一次有效出入境通行证注意事項內容全文為：

### 2017版边境旅游专用出入境通行证

#### 备注页
边境旅游专用出入境通行证内页的上半页为备注页，备注页一般标注以下资料：
- 证件机读码
- 备注 / ：边境旅游专用出入境通行证则为以下内容：

①前往地点 / 
以前往国开放边境旅游的行政区级别為單位，附注英语，如前往越南老街省沙巴县則為「沙巴 / 」
②通行口岸 / 
视前往地区的与中国接壤的口岸并附注汉语拼音，如前往越南老街省沙巴县，其与中国接壤的口岸为云南省红河哈尼族彝族自治州的河口口岸则为「河口 / Hekou」
③往返次数 / ）
一般情况下为「壹次出入境 / 」
- 证件号码（防伪印刷）

#### 个人资料页
边境旅游专用出入境通行证内页的下半页为个人资料页，在边境旅游专用出入境通行证的个人資料頁中，左側為全彩打印的持证人照片，資料頁下方為含有可機讀識別碼的護照機讀區。除此以外，出入境通行证還包含以下資料內容：
- 号码：一共9位，包括首字母和数字。号码同证件一样均为一次有效，边境旅游专用出入境通行证号码首字母则为R。
- 姓名 （上方为中文，下方为英文，先姓后名，英文的姓和名以逗号分隔。「ü」都被改寫成「yu」，如「呂」作「Lyu」）
- 出生日期 ：以“YYYY.MM.DD”的形式記載

- 性別 ：男性標注為男／M ，女性標注為 女／F
- 有效期至 ：以“YYYY.MM.DD（签发日期） - YYYY.MM.DD（失效日期）”的形式記載（有效期一般情況下为3个月）
- 簽發機關 ：中华人民共和国国家移民管理局及英文(2019年6月1日起变更，之前为“公安部出入境管理局”，英文为“MPS Exit & Entry Administration”)
- 簽發地點／：以省、自治区、直辖市為單位，附注漢語拼音，如云南省簽發則為「云南／YUNNAN」
- 证件机读码

#### 注意事項页
在边境旅游专用出入境通行证中，注意事项内容置于封底。现行出入境通行证注意事項內容全文為：

### 旧版一次有效出入境通行证

#### 封面、查验及注意事項页

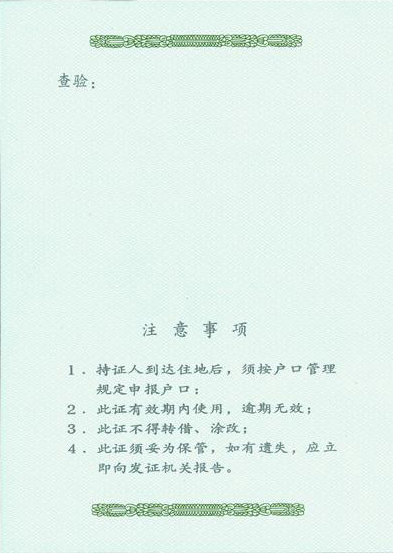
旧版出入境通行证查验及注意事項页

在旧版出入境通行证中，封面底部记载了证件号码，一共7位，均为数字；封底则分为上下两部分，上部供出入境边防检查机关查验盖章使用，下部则为注意事项内容。旧版出入境通行证注意事項內容全文為：

#### 个人资料及备注页
在旧版出入境通行证的資料頁中，首页的右上角為持证人的纸质照片，除此以外還包含以下資料內容：
- 姓名：持证人简体中文姓名
- 性別：男性標注為“男”，女性標注為“女”
- 出生日期：YYYY年MM月DD日
- 出生地：以省、自治区、直辖市為單位，如广东省出生則為「广东」；如在港澳地区出生，则为「香港」或「澳门」。
- 现在住址：記載格式视各签发机关要求。
- 入出地点：一般情况为「开放口岸」。
- 目的地：有则视各签发机关要求记载，无则为「\\\」。
- 有效期至：記載格式同出生日期。
- 本证有效期自YYYY年MM月DD日起至YYYY年MM月DD日止
- 往返次数：视情况签发“一次入境有效”、“一次入出境有效”或“一次出境有效”。
- 签发机关：公安部出入境管理局（附中央刊國徽、国徽外刊机关名称“中华人民共和国公安部出入境管理局”以及边线上有英文“BUREAU OF EXIT & ENTRY ADMINNISTRATION. MINISTRY OF PUBLIC SECURITY P.R.C.”的印章）
- 签署人：签发官员的签名
- 签发日期及地点：以“YYYY年MM月DD日于（省级行政区）”的形式記載
- 备注：（若持证人属于拥有中国户籍的中国公民因旅行证件于香港遗失、损坏等原因于香港中國旅行社或口岸等辦理機構办理的证件则会注有“持证人需在香港入境处批准的逗留期限届满前返回内地”并附香港入境事務處章）

## 办理出入境通行证
出入境通行证是按条件申领的证件，申请人需按照申办目的到指定类型的公安机关出入境管理机构办理。2019年4月1日起，中国内地居民出入境证件实行“全国通办”，中国公民可在全国任一出入境管理窗口申请办理出入境通行证，在异地办理出入境通行证的条件和在申请人的居住地（或户籍地）办理一致，但出入境通行证由于申请人身处境外等客观因素，只有因国籍冲突而不便持用普通护照、因证件在境内遗失、损毁或者失效需要出境等原因申办出入境通行证能够实现全国通办。
此外，对于政府机关、国有企业、学校和科研机构里的重要人员及现役军人和武警，申办出入境通行证时均需要其所在的单位出具意见。

### 办理要求

#### 申请人
拥有中华人民共和国国籍且符合申请目的所需条件的中国公民可以申请中华人民共和国出入境通行证，但是在特定情况下公安机关出入境管理机构将不予签发出入境通行证。
根据《中华人民共和国普通护照和出入境通行证签发管理办法》第二十四条和第十七条，申请人有下列情形之一的，公安机关出入境管理机构不予签发出入境通行证：
1. 不具有中华人民共和国国籍的；
2. 无法证明身份的；
3. 在申请过程中弄虚作假的；
4. 被判处刑罚正在服刑的；
5. 人民法院通知有未了结的民事案件不能出境的；
6. 属于刑事案件被告人或者犯罪嫌疑人的；
7. 国务院有关主管部门认为出境后将对国家安全造成危害或者对国家利益造成重大损失的；
8. 公民因妨害国（边）境管理受到刑事处罚或者因非法出境、非法居留、非法就业被遣返回国的；
9. 法律、行政法规规定不准出境的其他情形。

公安机关出入境管理机构应为不具有上述九种情形的申请人签发中华人民共和国出入境通行证。

#### 照片
申办出入境通行证时，申请人需要提供符合《出入境证件相片照片指引》的照片，照片标准如下：
- 相片为持证人近期直边正面免冠彩色半身证件照（光面相纸），着深色带领上衣，国家公职人员不着制式服装，儿童不佩戴红领巾，女性不能披肩发，不得佩戴首饰照相，相片只限一人。
- 相片背景为均匀白色、浅灰色或浅蓝色（白发及秃发者相片背景须为浅蓝色），一张完整二寸近照，其他颜色不予受理。
- 相片要求人像清晰，层次丰富，神态自然（脸太白，阴阳脸，脖子太长，照片两边宽度太窄，眼镜反光。一次性快照，经翻拍的照片及数码相片翻拍成采用各种彩色打印机打印的照片不予受理）。
- 原始照片人像尺寸要求：

相片尺寸：33毫米×48毫米
相片有效区域：30毫米×40毫米
脸部宽度：16～24毫米
头部高度：30～34毫米
头像大小超出规定尺寸范围的照片不予受理。

### 办理情况

#### 从事边境贸易、旅游服务
从事边境贸易（含从事替代种植、发展替代产业项目）、边境旅游服务的中国公民，可在当地边境地区公安机关出入境管理机构申领出入境通行证，边境地区公安机关出入境管理机构将根据其需求，签发一年多次出入境有效或者三个月一次出入境有效的出入境通行证，并规定其从指定的口岸出入境。
2021年6月10日起免征港澳流动渔船内地渔工、珠澳小额贸易人员和深圳过境耕作人员的中华人民共和国出入境通行证收费。

#### 国籍冲突不便持用普通护照
因国籍冲突即中华人民共和国公民出生在海外，自动具有外国国籍的，如果其父母中具有中华人民共和国公民身份的一方或双方不具有当地永久居民身份的，以及其不具有中国户籍而不便持用普通护照，因其中华人民共和国旅行证有效期满、签证页用完、遗失或者损毁等情况，在中国境内时需向其居住地设区市公安机关出入境管理机构申请中华人民共和国出入境通行证，证件一般为三个月一次出入境有效。
签发给有国籍冲突人员的出入境通行证，仅能用于出入境，如需进入其他国家（地区），需使用持证人对中国国籍冲突国签发的旅行证件和前往国的簽證等入境许可进入，或持中華人民共和國旅行證與前往國之簽證等入境许可進入。若该国不能为持证人签发旅行证件，又有需要申请中国护照，需向所在区县的公安局户政科申报户籍并向国家移民管理局报告放弃另一国国籍以领取中华人民共和国护照。

#### 返回或前往香港、澳门
具有中國國籍的香港永久性居民、澳門永久性居民所持港澳居民来往内地通行证在内地遗失、损毁或者失效需要返回香港或者澳门的，内地居民持香港入境事务处签发的定居类进入许可申请赴香港定居的，由所在地设区市以上公安机关出入境管理机构受理、审批签发三个月一次出境有效的出入境通行证。
持逗留签注在香港或者澳门的内地居民返回内地期间，往来港澳通行证遗失、失效或者签注失效急需返回香港或者澳门的，可向广东省公安厅深圳或珠海出入境签证办事处申领三个月一次出境有效出入境通行证供其使用。
港澳居民在办理出入境通行证后，不能凭此证办理港澳台居民居住证。

#### 来往或返回内地
具有中國國籍的香港永久性居民、澳門永久性居民未曾申領港澳居民來往內地通行證或所持证件过期、毁损或遗失，如因探病、就医、奔丧、就学等紧急原因需入境内地、内地居民所持往来港澳通行证在香港或者澳门遗失、损毁、失效或者签注失效需要返回内地的，可通过香港或澳门的中国旅行社向广东省公安厅深圳或珠海出入境签证办事处申领一次有效出入境通行证供其使用。

#### 没有有效证件无法入境
已抵达中华人民共和国口岸的中国公民在入境时如遇护照或旅行证件失效或遗失等特殊紧急情况，大陆居民赴台湾期间因所持证件逾期、遗失、损毁等情形没有有效证件无法入境的以及在台湾出生的大陆居民子女返回大陆的可向口岸公安机关出入境管理机构申请一次入境有效的出入境通行证入境。

#### 参加边境旅游
所有中国公民（包括大陆和台湾居民）参加经国务院或者国务院主管部门批准的边境旅游线路的边境旅游团时，可委托具有举办边境旅游团资质的旅行社向当地边境地区公安机关出入境管理机构申领边境旅游专用出入境通行证。
此外，因俄罗斯不承认通行证为有效旅行证件，所以在参加中俄边境旅游线路的边境旅行团时，应申请跟随旅游团队一次出入境有效的边境旅游护照，而不是边境旅游专用出入境通行证。

## 边境地区出入境通行证
在中国与陆地接壤邻国的边境地区居住的中华人民共和国境内居民，在出入两国边境地区时，可向边境当地的公安机关出入境管理部门申请当地的中华人民共和国边境地区出入境通行证（俗称边民证），而与中国接壤的国家也会签发类似证件供其国家的边民出入两国边境地区。一般情况下，边境地区出入境通行证均以中文以及接壤国的文字记载。
目前中国与朝鲜、蒙古国、缅甸、老挝、越南、尼泊尔和印度签订双边协议或协定，实行边境地区居民出入境通行证制度。

### 中缅边境
《中华人民共和国中缅边境地区出入境通行证》简称《中缅边境通行证》，是中国边民免护照免签证前往缅甸的合法途径。对等地，缅甸边民也可持缅甸方面核发的《移民总局缅甸与中国边界通行证》或《缅甸联邦临时边界通行证》免护照免签证入境中国（缅甸边民也可申请中国核发的《中缅边境地区境外边民出入境通行证》或《云南省边境地区境外边民入出境证》入境）。这种出行类似于持翻译成对方国家语言的本国身份证件免签出国旅行。
自2018年6月起，《中缅边境通行证》和《缅中边界通行证》的中缅人员可申请《中华人民共和国瑞丽口岸自助通行卡》（简称《边民自助通行卡》）自助通行。

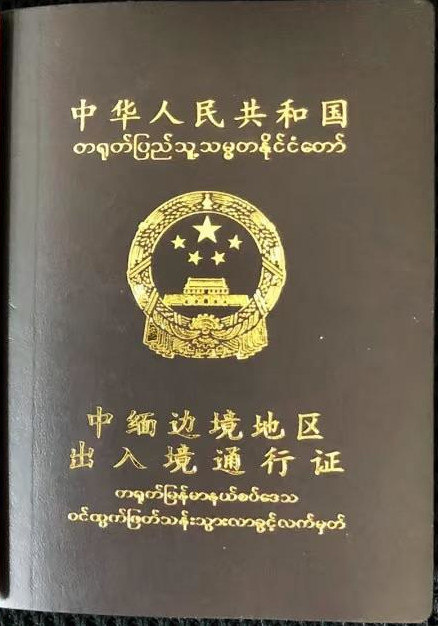
中方签发的《中华人民共和国中缅边境地区出入境通行证》
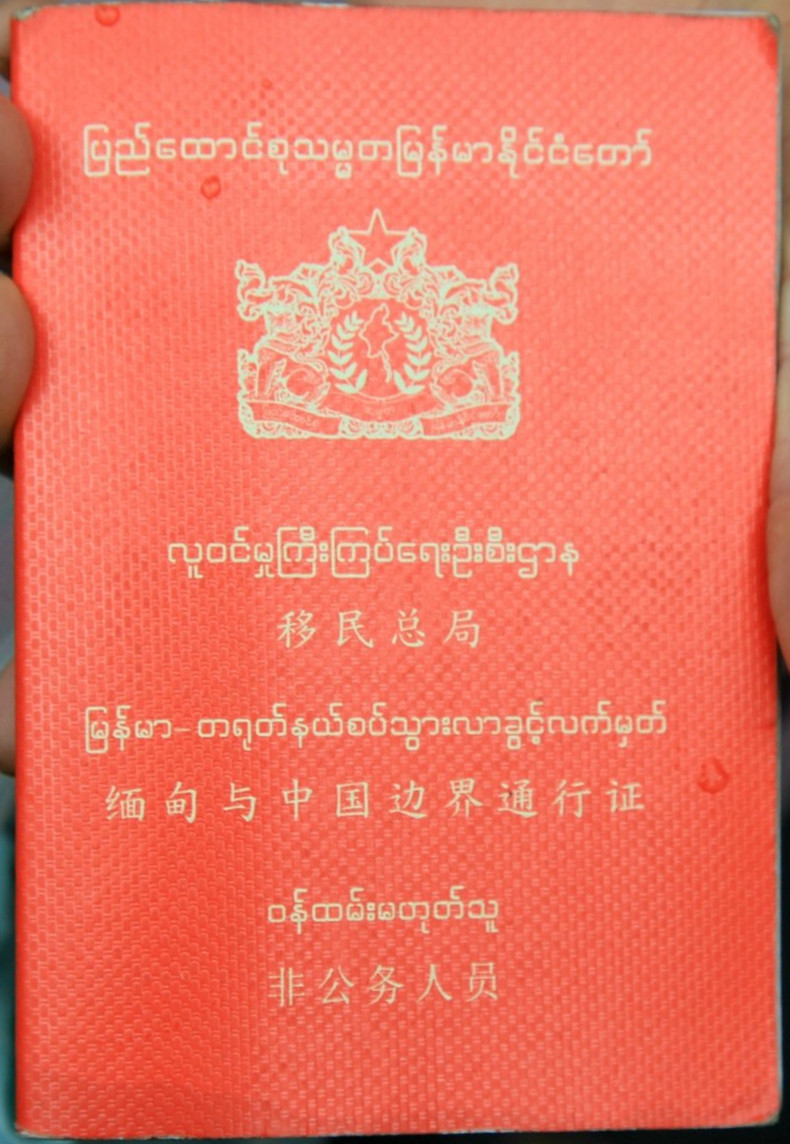
缅方签发的《移民总局缅甸与中国边界通行证》

### 中越边境
《中华人民共和国中越边境地区出入境通行证》简称《中越边民证》，是中国边民免护照免签证前往越南的合法途径。对等地，越南边民也可持越南边境地区公安机关出入境管理局核发的《越南社会主义共和国边境地区出入境通行证》免护照免签证入境中国。

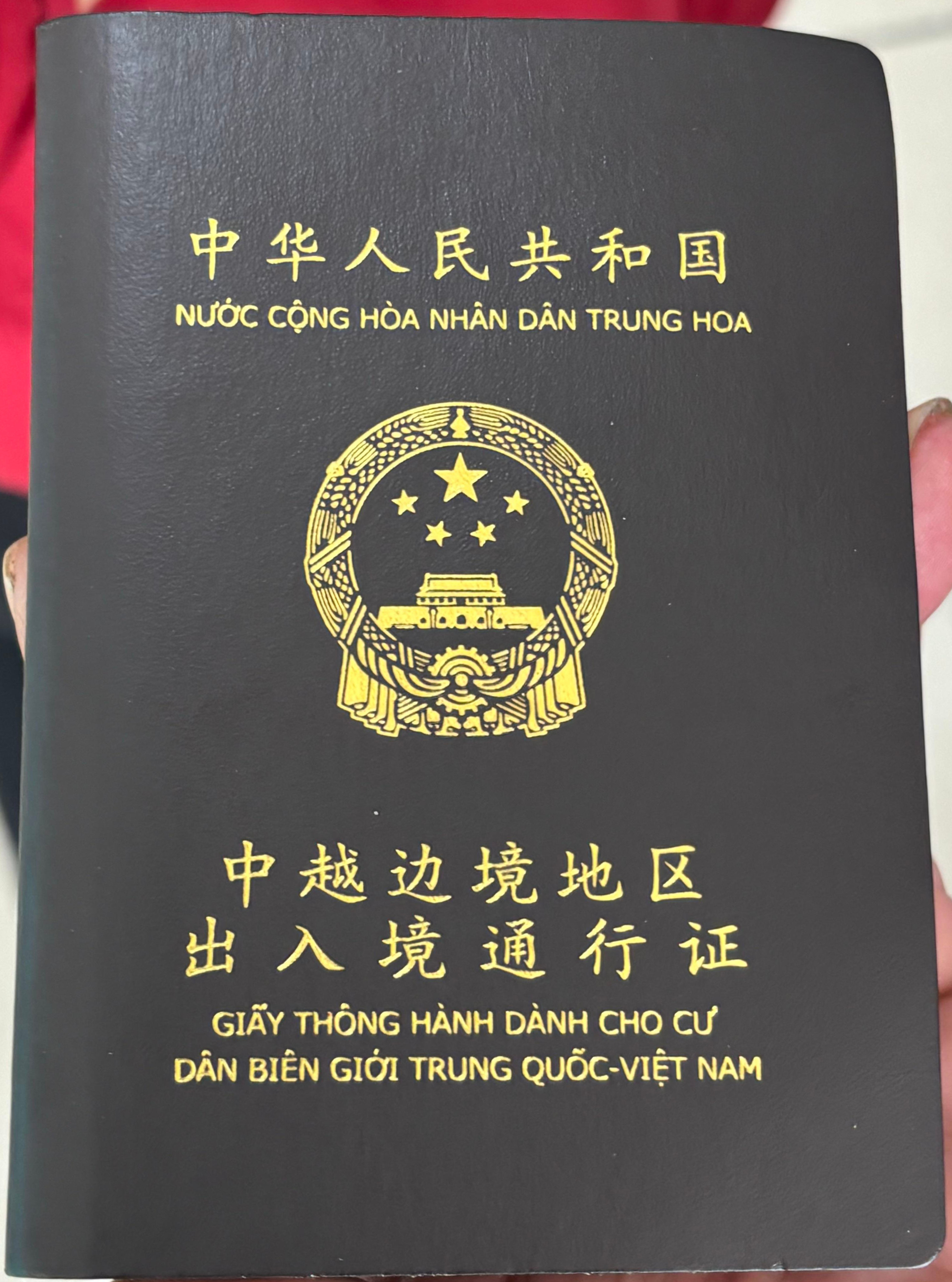
中方签发的《中华人民共和国中越边境地区出入境通行证》